# Pandikona

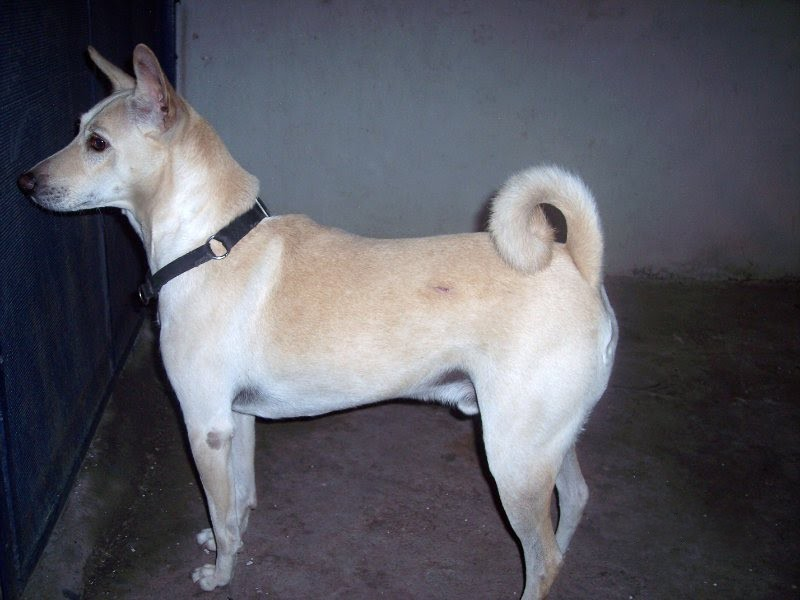
Cane Pandikona

Andra Pradesh in India

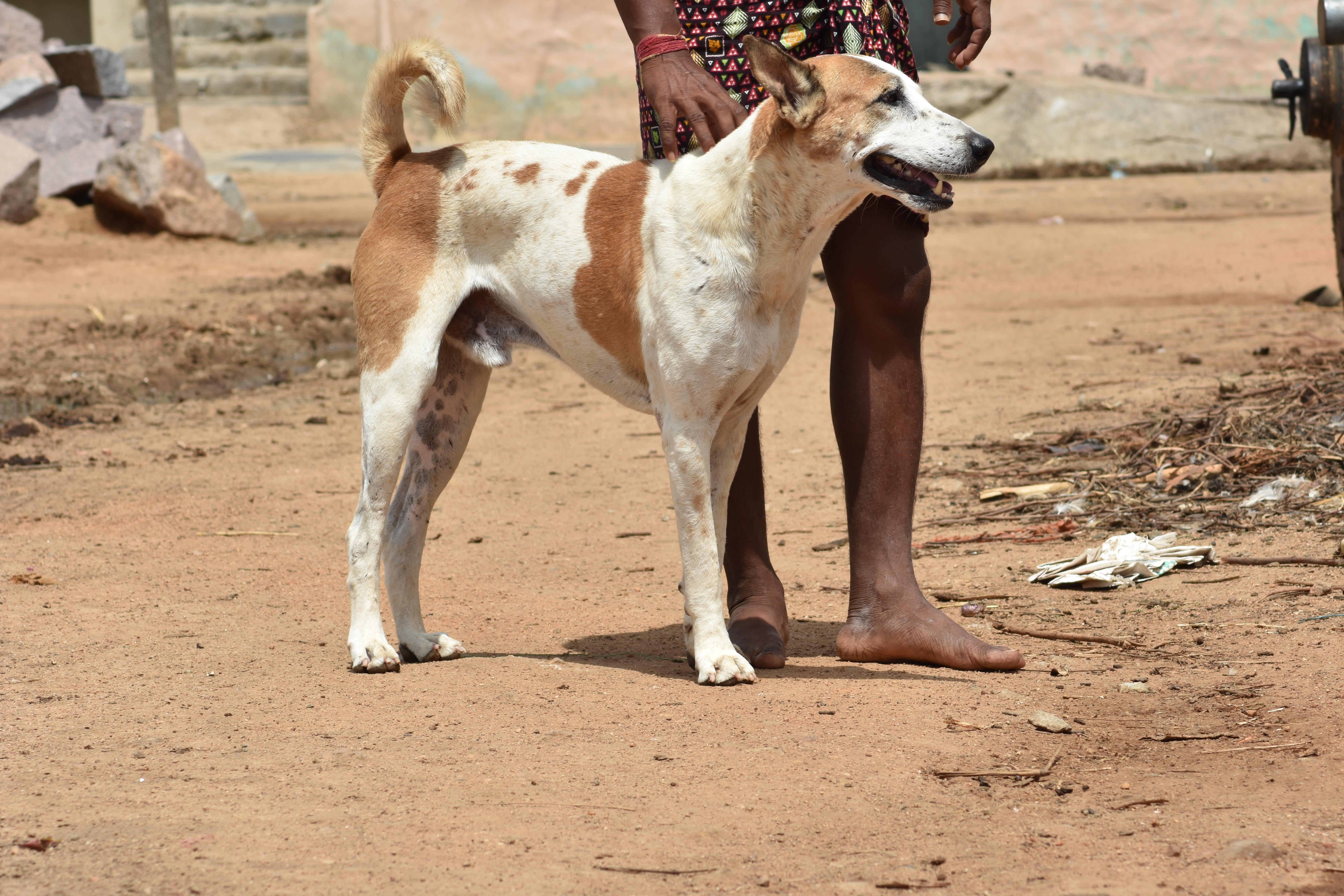
Un INDog (Indian Native Dog) o pandikona

Il cane Pandikona o "veta kukka" o cani da caccia in telugu è una razza canina, molto rara, proveniente dall'omonimo un piccolo villaggio dell'Andra Pradesh in India.
La razza non è riconosciuta dalla Fédération Cynologique Internationale (FCI).

## Storia
Questa antica razza di cane proviene dallo stato dell'Andra Pradesh in India; pressoché sconosciuta altrove; è un cane minacciato di estinzione.
È un feroce cane da guardia molto territoriale e un ottimo cacciatore a vista, veniva utilizzato per la caccia al cinghiale.
Sono a tutti gli effetti cani del villaggio o meglio INDog (Indian Native Dog) secondo la Primitive and Aboriginal Dogs Society (PADS). Essi, infatti, sono nel villaggio di origine liberi di agire lungo esso, infatti, non sono mai tenuti al guinzaglio e possono camminare e muoversi liberamente. Hanno un loro libero arbitrio e non prendono ordini e comandi dai loro proprietari. Sono generalmente claustrofobici e non amano essere rinchiusi in un ambiente confinato.
Ha quindi conservato la sua antica forma fisica, e non ha perso nessuna delle sue facoltà mentali attraverso l'allevamento selettivo, che concentra alcuni attributi mentre contemporaneamente e forse come risultato ne perde altri. 
È un tipo di cane con un vasto pool genetico che può essere utilizzato per contrastare molti dei mali dell'allevamento selettivo troppo stretto e della depressione da consanguineità in molte razze moderne. Merita anche di essere visto come un animale da compagnia e da compagnia senza difetti di salute ereditari e la razza di cane più resistente alle malattie, robusta e "facile da mantenere", con i requisiti di mantenimento più bassi oltre all'amore, alla compagnia e all'esercizio all'aperto; un degno compagno per un sano stile di vita umano.»
(Gautam Das, The Indian Native Dog (INDog)
)

## Caratteristiche
Viene considerato il Dobermann indiano. Originari della regione secca e arida del distretto di Kurnool, i cani Pandikona sono abituati a vivere in condizioni difficili ma mal sopportano i climi freddi.
Il Pandikona è un cane di taglia media, ha di solito ha un mantello giallo dorato chiaro, tuttavia si trovano quasi tutti i colori sul Pandikona. Le orecchie vengono tagliate quando raggiungono l'età di 6 mesi. Questi cani sono spesso feriti da animali selvatici o esseri umani. La coda è lunga e leggermente arricciata.
L'altezza al garrese  è di 48 - 66 cm nei maschi e di 48 - 61 cm nelle femmine; il peso è di 25-32 chilogrammi nei maschi e di 20-26 chilogrammi nelle femmine.
L'aspettativa di vita va da 10 a 15 anni; le cucciolate vanno da 4 a 7 cuccioli per parto. Sono caratterialmente distaccati dai proprietari pur estremamente leali e fedeli ai membri umani della loro famiglia.
I cani Pandikona abbaiano occasionalmente e solo quando necessario.